# Liste der Büchereien-Wien-Filialen
Diese Liste zählt die Filialen der Büchereien Wien auf.
| Foto |                 | Baujahr   | Name                                                      | Standort                                                     | Beschreibung                                                     | Metadaten                                      |
| ---- | --------------- | --------- | --------------------------------------------------------- | ------------------------------------------------------------ | ---------------------------------------------------------------- | ---------------------------------------------- |
| BW   | Datei hochladen |           | Bücherei Engerthstraße                                    | 1020, Engerthstraße 197/5 Standort                           |                                                                  | P84(Architekt): P131(Ort):Wien Region-ISO:AT-9 |
| BW   | Datei hochladen | 1975      | Bücherei Zirkusgasse                                      | 1020, Zirkusgasse 3 Standort                                 | In der Wohnhausanlage Julius-Bermann-Hof                         | P84(Architekt): P131(Ort):Wien Region-ISO:AT-9 |
| ja   | Datei hochladen | 1954–1955 | Bücherei Fasanviertel                                     | 1030, Fasangasse 35–37 Standort                              | In der Wohnhausanlage Fasangasse 35–37                           | P84(Architekt): P131(Ort):Wien Region-ISO:AT-9 |
| ja   | Datei hochladen | 1925–1928 | Bücherei Rabenhof                                         | 1030, Rabengasse 6 Standort                                  | Im Rabenhof                                                      | P84(Architekt): P131(Ort):Wien Region-ISO:AT-9 |
| ja   | Datei hochladen | 1993–1995 | Bücherei Erdbergstraße                                    | 1030, Erdbergstraße 5–7 Standort                             | In der Wohnhausanlage Erdbergstraße 5–7                          | P84(Architekt): P131(Ort):Wien Region-ISO:AT-9 |
| ja   | Datei hochladen | 1978–1981 | Bücherei Wieden                                           | 1040, Favoritenstraße 8 Standort                             | Im August-Bergmann-Hof Anmerkung: Eingang Paulanergasse 1        | P84(Architekt): P131(Ort):Wien Region-ISO:AT-9 |
| ja   | Datei hochladen | 1994      | Bücherei Margareten                                       | 1050, Pannaschgasse 6 Standort                               | Im Maria-Restituta-Hof                                           | P84(Architekt): P131(Ort):Wien Region-ISO:AT-9 |
| BW   | Datei hochladen | 1983–1985 | Bücherei Mariahilf                                        | 1060, Gumpendorferstraße 59–61 Standort                      | Im Franz-Bauer-Hof                                               | P84(Architekt): P131(Ort):Wien Region-ISO:AT-9 |
| ja   | Datei hochladen | 2003      | Hauptbücherei am Gürtel                                   | 1070, Urban Loritz-Platz 2a Standort                         | Hauptbücherei Wien                                               | P84(Architekt): P131(Ort):Wien Region-ISO:AT-9 |
| BW   | Datei hochladen |           | Bibliothekspädagogisches Zentrum / Bücherei der Raritäten | 1070, Zieglergasse 49 Standort                               |                                                                  | P84(Architekt): P131(Ort):Wien Region-ISO:AT-9 |
| ja   | Datei hochladen |           | Bücherei Alsergrund                                       | 1090, Alserbachstraße 11 Standort                            |                                                                  | P84(Architekt): P131(Ort):Wien Region-ISO:AT-9 |
| BW   | Datei hochladen | 1976      | Bücherei Per-Albin-Hansson-Siedlung                       | 1100, Ada-Christen-Gasse 2B Standort                         | Im Olof Palme-Hof (Teil der Per-Albin-Hansson-Siedlung Ost)      | P84(Architekt): P131(Ort):Wien Region-ISO:AT-9 |
| BW   | Datei hochladen | 1982      | Bücherei Laxenburger Straße                               | 1100, Laxenburger Straße 90a Standort                        | Im Hermine-Fiala-Hof                                             | P84(Architekt): P131(Ort):Wien Region-ISO:AT-9 |
| ja   | Datei hochladen | 1927      | Bücherei Hasengasse                                       | 1100, Hasengasse 38 Standort                                 | Im Pölzerhof                                                     | P84(Architekt): P131(Ort):Wien Region-ISO:AT-9 |
| BW   | Datei hochladen | 2011      | Bücherei Im Bildungszentrum Simmering                     | 1110, Gottschalkgasse 10 Standort                            | In einem Gebäude mit der VHS Simmering                           | P84(Architekt): P131(Ort):Wien Region-ISO:AT-9 |
| BW   | Datei hochladen | 1996      | Bücherei am Leberberg                                     | 1110, Rosa-Jochmann-Ring 5/1 Standort                        | In der Wohnanlage Rosa-Jochmann-Ring 5                           | P84(Architekt): P131(Ort):Wien Region-ISO:AT-9 |
| ja   | Datei hochladen | 1980      | Bücherei am Schöpfwerk                                    | 1120, Am Schöpfwerk 29 Standort                              | In der Wohnanlage Am Schöpfwerk                                  | P84(Architekt): P131(Ort):Wien Region-ISO:AT-9 |
| BW   | Datei hochladen | 2004      | Bücherei Philadelphiabrücke                               | 1120, Meidlinger Hauptstraße 73 Standort                     | Im Einkaufszentrum Arcade                                        | P84(Architekt): P131(Ort):Wien Region-ISO:AT-9 |
| ja   | Datei hochladen |           | Bücherei Hietzing                                         | 1130, Hofwiesengasse 48 Standort                             | In einem Gebäude mit der VHS Hietzing                            | P84(Architekt): P131(Ort):Wien Region-ISO:AT-9 |
| ja   | Datei hochladen | 1956      | Bücherei Breitnerhof                                      | 1140, Linzer Straße 309 Standort                             | Im Hugo-Breitner-Hof                                             | P84(Architekt): P131(Ort):Wien Region-ISO:AT-9 |
| ja   | Datei hochladen |           | Bücherei Penzing                                          | 1140, Hütteldorfer Straße 130d Standort                      |                                                                  | P84(Architekt): P131(Ort):Wien Region-ISO:AT-9 |
| ja   | Datei hochladen | 1954      | Kinderbücherei der Weltsprachen                           | 1150, Hütteldorfer Straße 81a Standort                       | Im Karl-Frey-Hof                                                 | P84(Architekt): P131(Ort):Wien Region-ISO:AT-9 |
| ja   | Datei hochladen | 1976      | Bücherei Schwendermarkt                                   | 1150, Schwendergasse 39–43 Standort                          | Im Karl-Holoubek-Hof                                             | P84(Architekt): P131(Ort):Wien Region-ISO:AT-9 |
| ja   | Datei hochladen | 1929      | Bücherei Sandleiten                                       | 1160, Rosa-Luxemburggasse 4 Standort                         | Im Sandleitenhof                                                 | P84(Architekt): P131(Ort):Wien Region-ISO:AT-9 |
| ja   | Datei hochladen |           | Bücherei Ottakring                                        | 1160, Schuhmeierplatz 17 Standort                            |                                                                  | P84(Architekt): P131(Ort):Wien Region-ISO:AT-9 |
| BW   | Datei hochladen | 1986      | Bücherei Hernals                                          | 1170, Hormayrgasse 2 Standort                                | Im Einkaufszentrum Hernals in der Wohnanlage Elterleinplatz 9–12 | P84(Architekt): P131(Ort):Wien Region-ISO:AT-9 |
| ja   | Datei hochladen |           | Bücherei Weimarer Straße                                  | 1180, Weimarer Straße 8 Standort                             | In der Wohnanlage Weimarer Straße 8–10                           | P84(Architekt): P131(Ort):Wien Region-ISO:AT-9 |
| BW   | Datei hochladen |           | Bücherei Heiligenstadt                                    | 1190, Heiligenstädter Straße 155 Standort                    | Im Gebäude der VHS Heiligenstadt                                 | P84(Architekt): P131(Ort):Wien Region-ISO:AT-9 |
| BW   | Datei hochladen | 1968      | Bücherei Billrothstraße                                   | 1190, Billrothstraße 32 Standort                             | Im Josef-Wiedermann-Hof                                          | P84(Architekt): P131(Ort):Wien Region-ISO:AT-9 |
| BW   | Datei hochladen | 1993      | Bücherei Pappenheimgasse                                  | 1200, Pappenheimgasse 10–16 Standort                         | In der Wohnhausanlage Pappenheimgasse 10–16                      | P84(Architekt): P131(Ort):Wien Region-ISO:AT-9 |
| BW   | Datei hochladen | 1931      | Bücherei Leystraße                                        | 1200, Leystraße 53 Standort                                  | In der Wohnhausanlage Stromstraße 39–45                          | P84(Architekt): P131(Ort):Wien Region-ISO:AT-9 |
| ja   | Datei hochladen | 2017      | Bücherei Weisselbad                                       | 1210, Brünner Straße 27 Standort                             |                                                                  | P84(Architekt): P131(Ort):Wien Region-ISO:AT-9 |
| ja   | Datei hochladen |           | Bücherei Großjedlersdorf                                  | 1210, Brünner Straße 138 Standort                            |                                                                  | P84(Architekt): P131(Ort):Wien Region-ISO:AT-9 |
| ja   | Datei hochladen | 1973      | Bücherei Großfeldsiedlung                                 | 1210, Kürschnergasse 9 Standort                              | In der Großfeldsiedlung                                          | P84(Architekt): P131(Ort):Wien Region-ISO:AT-9 |
| BW   | Datei hochladen |           | Bücherei Seestadt Aspern                                  | 1220, Barbara-Prammer-Allee 11 Standort                      |                                                                  | P84(Architekt): P131(Ort):Wien Region-ISO:AT-9 |
| ja   | Datei hochladen | 1930      | Bücherei Kaisermühlen                                     | 1220, Schüttaustraße 39 Standort                             | Anmerkung: Im Goethehof                                          | P84(Architekt): P131(Ort):Wien Region-ISO:AT-9 |
| ja   | Datei hochladen | 1972      | Bücherei Donaustadt                                       | 1220, Bernoullistraße 1 Standort                             | Im Gebäude des Bezirksamts                                       | P84(Architekt): P131(Ort):Wien Region-ISO:AT-9 |
| ja   | Datei hochladen |           | Bücherei Liesing                                          | 1230, Breitenfurter Straße 358 Standort                      |                                                                  | P84(Architekt): P131(Ort):Wien Region-ISO:AT-9 |
| BW   | Datei hochladen | 1975      | Bücherei Alterlaa                                         | 1230, Anton-Baumgartner-Straße 44 (Wohnpark Top 48) Standort | Im Kaufpark Alterlaa                                             | P84(Architekt): P131(Ort):Wien Region-ISO:AT-9 |